# Workaround
Workaround är en term som företrädesvis används i programmeringssammanhang och innebär att man kringgår ett problem i ett system. En workaround är i normalfallet en tillfällig lösning som indikerar att en mer strukturerad lösning på problemet kommer att behöva tas fram. 